# Гълъбово
Вижте пояснителната страница за други значения на Гълъбово.
Гъ̀лъбово е град в Южна България. Той се намира в Старозагорска област, пътят от североизток – Гълъбово – Раднево, пътят от югозапад Гълъбово – Симеоновград, пътят от северозапад – Гълъбово – Опан – Стара Загора.
Градът е административен център на община Гълъбово.
По данни на ГРАО към 15 септември 2023 г. в града живеят 7281 души по настоящ адрес и 7731 души по постоянен адрес.

## География
Град Гълъбово се намира в югоизточната част на Горнотракийската низина. Има население 9183 жители (преброяване от 2001 г.), като попада в групата на малките градове. През територията му преминава един от най-преките пътища между Северна и Южна България, от Русе през Стара Загора до Свиленград – главен път Е85 Русе – Капитан Андреево, свързващ Румъния с Турция и Гърция. Железопътната линия, преминаваща през Гълъбово, Раднево и Нова Загора, свързва Симеоновград с Бургас и Варна, но не се ползва от пътнически влакове.
Гълъбово е разположено на юг от Старозагорското поле, на 45 км от градовете Стара Загора и Хасково, на 13 км от Симеоновград, на 24 км.от Раднево, 26 км от Харманли и на 40 км съответно от Нова Загора и Тополовград. Разположен е на бреговете на река Сазлийка, която извира от южния склон на Сърнена гора, протича през Тракийското поле и източно от Симеоновград се влива в река Марица. [1:6]
Градът е ограден с ниски склонове от всичките му страни и е на височина 97 м надморско равнище. Община Гълъбово е със средна надморска височина 194,5 м и абсолютни височини в границите от 100 до 370 м.

### Климат
Върху климатичните условия на района от частична ветрозащитна функция оказва Родопския планински масив. От река Марица се чувства климатичното влияние на Средиземноморието, проявено главно върху режима на валежите. Лятото тук е характерно с големите си горещини, а зимата е предимно мека и къса. Затова застудяването настъпва много по-рано в сравнение с останалите райони на Старозагорски окръг, тъй като континенталният характер на климата е по-ярко изразен. [1:7]
В територията ѝ се включва и част от Сакар планина. Характерните особености на района и процесите през неотектонската епоха са довели до формирането на лигнитни въглища, образуващи пластове, залягащи на неголяма дълбочина. През зимата Стара планина спира студените континентални въздушни маси, нахлуващи от север и североизток.
Средните годишни стойности за температурата на въздуха са над 12 °C, а за относителната влажност на въздуха са около 70%.
Валежите през годината са неравномерно разпределени. Сумите на валежите през месец май и юни, ноември и декември са най-големи. Най-сухо е през месеците август и септември, а втори валежен минимум има през февруари и март. Валежите от сняг са сравнително редки, а снежната покривка се задържа твърде кратко.
Режимът на мъглите зависи преди всичко от цялостната синоптична обстановка – топлинен баланс, температура на въздуха, относителна влажност и развитието на синоптичните процеси като годишният брой на мъгливите дни в общината се движи в рамките на нормалното.

### Почви
Преобладаващите почви на територията на общината са черноземните смолници с мощен хумусен слой, подходящи за отглеждането на зърнени и зеленчукови култури и канелените горски почви.

### Природни ресурси
Основният суровинен ресурс на община Гълъбово са лигнитните въглища. Те представляват 17,6% от общата ѝ територия и са част от Източномаришкия каменовъглен басейн, който заема площ от около 200 км² и е разположен в землищата на общините Раднево и Гълъбово. Добиват се по открит способ и са ниско калорични, с голямо пепелно съдържание, серисти и с висока влажност

### Гори
Горите на територията на общината са широколистни, преди всичко дъбови и габърови.

## Население
| 1946 | 1956 | 1965 | 1975 | 1985   | 1994 |
| ---- | ---- | ---- | ---- | ------ | ---- |
| 4246 | 5010 | 9842 | 9596 | 10 506 | 9623 |
| 1998 | 2003 | 2007 | 2011 | 2016   | 2018 |
| 9645 | 8893 | 8524 | 8242 | 7613   | 7397 |

Към 2011 г. населението на града възлиза на 8242 души. От тях 7376 души се самоопределят като българи, 424 души – цигани, а 61 души – турци. Към 2017 г. населението на града е оценено на 7496 души.

## История
До 1906 година името на селото е Кум Дуванджии. През 1906 година е преименуван на Гълъб, а през 1956 година – на Гълъбово. Квартал Сладък кладенец до 1906 година носи името Кара бунар, от 1906 до 1947 година е Сладък кладенец, от 1947 до 1950 година е Кладенчово, от 1950 до 1959 година е Стаханово, от 1959 до 1964 година е Гара Гълъбово. През 1964 година е обявено за селище от градски тип и към него е присъединена Гара Стаханово. През 1969 година двете селища с име Гълъбово – селото и селището от градски тип са обединена в град Гълъбово.
Село Гълъбово съществува в местността близо до жп гара Гълъбово и се нарича Кум Дуванджий, от турската дума дуван (доган), което означава ястреб или някаква граблива птица. В селото се появява епидемия от страшна болест, за която малко се знае. Затова жителите се преместват на днешното място, но се отделя една част от тях и създава с. Пясъчево с турското име Кум кьой. След Освобождението Кум Дуванджий се преименува на с. Гълъб, но се произнася по-звучно Гълъбово. В местността на селището расте трева бозалък, която гълъбите много обичат. Толкова много гълъби се събират на това място, че когато литнат образуват сянка като облак. Затова жителите решават да нарекат селото Гълъбово, вместо турското Кум Дуванджий. Поради това, че първият заселник на възникналото гарово селище и заселилите се след него са все от Кум Дуванджий, жп гарата е наречена гара Гълъбово.

## Икономика
Икономиката на Гълъбово и региона е обусловена от близостта до природните залежи на въглища и изградените открити мини и топло-електрически централи. В Общината се намират три топло-електрически централи. Трудовата заетост в региона е на сравнително лошо ниво, заради големия капацитет от трудови кражби, заети в производството на въглища, брикети и електроенергия.

### Развитие на селището
След Втората световна война Гълъбово от малко селище на търговци и земеделци се превръща в център на енергетиката и въгледобива. Бързото развитие на града в следвоенните години е свързано с разработването на комплекса „Марица-Изток“. Той започва през 1952 г., когато и започва реализирането на програмата за използване на Източномаришкия басейн. Комплексът „Марица-Изток“ обаче, по мащабите на производство на въглища и електроенергия, нарежда региона на първо място в страната.
Най-големият въглищен басейн в България („Марица-Изток“), заема 240 кв. км площ. Намира се в югоизточната част на Горнотракийската низина. Северната му граница минава южно от села Българене, квартал „Гипсово“ на гр. Раднево и с. Гледачево. На изток достига до селото Ковачево, на юг – до с. Медникарово, а най-северозападната му точка е с. Априлово.

### Селско стопанство
До 1949 г. селското стопанство в района се развива по стария индивидуален или родов начин на обработване на земята. На 14 януари 1949 г. е учредено кооперативно стопанство. През 1968 г. стопанствата в гара Гълъбово и с. Обручище се обединяват в едно. Две години по-късно е изграден Аграрно-промишлен комплекс (AПK), който включва сегашните общини Опан и Гълъбово.
Регистриран е бърз растеж в селскостопанския отрасъл през годините от 1981 до 1990. Такъв още е регистриран в областта на животновъдството и независимо че районът не е лозарски, ръководството на АПК приема перспективна програма, съобразно която са изградени лозови масиви в с. Мусачево, с. Обручище и гр. Гълъбово.

### Транспорт и съоръжения
Материалната база на транспорта е изградена през 70-те и 80-те години на XX век. За онова време тя е една от най-добрите в Хасковска област, включваща тогава Старозагорски, Хасковски и Кърджалийски окръзи. С разрастването на комплекса „Марица-Изток“ превозването на работниците от населените места става все по-трудно и на базата на тези трудности се правят планове за изграждането на Държавно автомобилно дружество (ДАП) „Автобусни превози“. През 1972 г. е открита автогара в гр. Гълъбово.

### Търговия и услуги
Развитието на предприятието „Марица-Изток“ дава тласък и на бързото развитие в сферата на търговията, услугите и местното леко промишлено производство. В централната част на града успоредно със строителството на жилищни блокове върви изграждането и на добра магазинна мрежа. В края на 60-те и началото на 70-те години на миналия век е построен комплексът „Белите гълъби“, а на 6 септември 1988 г. е открит Универсалният магазин.

## Училище
Първото българско светско училище в града е открито непосредствено след Освобождението на България от османска власт – през 1878/79 г. в с. Карабунар (днешен Сладък кладенец). За целта са изградени две малки стаи на края на селото, където се е намирала българската махала.
Първата учителка в школото е Гана Караиванова, която сама изучава всички деца. След това на нейно място е назначен Диню Ямалийски. С увеличаване на учениците учителите стават двама – Екатерина и Иван Крякови.
През 1913 г. е построена нова училищна сграда и персоналът нараства на трима учители.
През 1928 г. положителният прираст сред жителите на селото води до увеличаване броя на учениците, а от там и учителският персонал става 5-членен.
По-важните събития от богатия живот на училището протичат през следващите години в следния хронологичен ред:
- април-май 1928 г. – учебните занятия се водят на открито. Поради сериозна повреда на училищната сграда от земетресение по същата година.
- 16 юни 1937 учебна г. – по случай раждането на престолонаследника княз Симеон Търновски, съгласно заповед № 1524 от същата дата на министъра на народното просвещение, годишният успех по всички предмети на всички ученици е повишен с по една единица.
- декември 1956/57 г. – сформирана е група за детска градина.
- 1959/60 учебна г. – първи клас се разделя на две паралелки.
- 1964/65 учебна г. – броят на учениците значително се увеличава. Направена е надстройка над училищната сграда. Паралелките са вече седем в началния курс и една полудневна детска градина с общо 232 ученици и деца от градината.

Тъй като 60-те години на XX век са времето, през което започва строенето на комплекса „Марица-Изток“.
Развитието му оказва решаващо влияние и върху промените в района на общината и върху промените в областта на образованието. От цялата страна прииждат хора и се установяват да живеят тук. Вследствие на това населението се увеличава трикратно. С нарастването на броя на децата се налага да се преобразува и началното училище „Христо Ботев“ в основно.
На 5 юли 1966 г. е направена първата копка за построяването на училищна работилница.
1966/67 учебна г. – училището от седмокласно става осмокласно.
Още от самото начало един от характерните белези на II ОУ е младостта на колектива. Едни от най-възрастите преподаватели по това време са: Иванка Жекова (39), Руси Бонев (38), Златка Халачева (38). Младостта и ентусиазмът си казват тежката дума при изграждането на сплотения колектив и именно под неговите грижи израстват не едно следващи поколения.[1:28, 29]
Днес II ОУ „Христо Ботев“ не спира да твори своята история. Независимо от проблемите и въпреки тенденцията към намаляване на броя на учениците, в резултат на отрицателния като цяло естествен прираст на населението[1:31].
Други училища намиращи се в рамките на града: Разбира се става дума за I ОУ. В Статистическия календар на Старозагорския департамент в миналото се вижда, че през далечната 1882 г. в с. Кум Дуванджии има едно училище с един учител и 53 ученици – 49 момчета и 4 момичета.[1:31]
Но до 1905 г. тогава учениците от гара Гълъбово ходят на училище в с. Кум Дуванджии. За първи път новото начално училище отваря врати през 1905/6 г. За училищна сграда се използва дюкянът на местен търговец, намиращ се на мястото на днешната целодневна детска градина №2, на част от двора и.[2:13]
Първа учителка била Мария Василева от гр. Стара Загора. Тя обучавала 23 ученици в: I отделение – 11 ученици, II отделение – 4 ученици, III отделение – 3 ученици, IV отделение – 5 ученици
Според Запряна Костова.
Учениците които изучавала Мария Василева според Гичо Бакалов били:
I (клас) отделение – 12
II (клас) отделение – 5
III (клас) отделение – 3
IV (клас) отделение – 6
Всички ученици били обучавани заедно в една учебна стая. Сградата имала една голяма стая и две по-малки. В едната от стаите се помещавала бирническата служба, а най-малката стая със северно изложение била нещо като учителска стая, където учителката съхранявала училищната документация и извършвала необходимата писмена работа. В най-голямата стая се учили децата.[2:14]
По нататъшната история на училището може да се проследи накратко в следната хронология на Гичо Бакалов:
1921/22 учебна година – открива се първи прогимназиален клас с 29 ученици. Прогимназията е районна.
1923 г. – разработва се план за ново училище в града.
1 април 1924 г. – дадена е строителна линия на новото училище с 8 класни стаи.
1945 г. – открита е непълна реална гимназия.
1 септември 1956 г. – за първи път в гара Гълъбово се поставя началото на пълно средно смесено училище от I до X клас включително.
1957/58 учебна година – учениците са вече 682, разпределени в 20 паралелки.
15 септември 1958 г. – започва строителство на допълнителни класни стаи.
1965/66 г. – училището става основно и си запазва старото име, което е „Паисий Хилендарски“
Същата година се открива и ново училище в кв. „Сладък кладенец“ – „Васил Левски“, което от 1982 г. датира като ЕСПУ и е настанено в сградата на I ОУ, но след построяването на сградата предназначена за него в кв. „Строител“ (1984) учениците се местят в него. [1:36]
За задоволяване на нуждите на Стопанския минно-енергиен комбинат (СМЕК) „Марица-Изток“ от квалифицирани изпълнителски кадри през 1960 г. на територията на гара Гълъбово се открива професионално-техническо училище по промишлен и енергиен монтаж с прием над седми клас и срок на обучение две години. Училището е на пълна държавна издръжка. Първият набор от 144 момчета е разпределен в четири паралелки по 36 ученици във всяка една от тях. Условията в работилниците са били незадоволителни, но трудностите не озлобявали, а карали учениците да работят с по-голям ентусиазъм. Голяма част от завършващите постъпили на работа в комплекса „Марица-Изток“, а други продължили образованието си в Техникума.[3:8]
Представеното накратко социално-икономическо, духовно и прочее развити на Гълъбово през изминалите години съвсем естествено води до закономерното му обособяване като административен и икономически център.
По случай 25-годишнината от победата на социалистическата революция в България, на 27 август 1969 г. гара Гълъбово е превърнат в град, като към него се включва село Гълъбово, с наименование град Гълъбово.

## Култура

### Традиции и обичаи
Много от обичаите са свързани с християнските празници: Трифон Зарезан, Коледа, Сурва, Лазаруване, „Изправяне на първия сноп“, „Брада“, както и сватбените обичаи и обичаи преди и след раждане на дете. Всички те са придружени с музика. В тях се използват различни изкуства: песен, танц, инструментална музика, костюми чрез които се проявява чувството за красота и художествен усет на народа. Народната женска носия в Гълъбово се състои от два сукмана – зимен и летен. Зимния е сукман от черен вълнен плат, а в долната част е съшит с втори шарен на ивици плат в различни цветове. Летния се състои от сукман от черен вълнен плат, в долната част бродиран на ръка на различни шарки във форма на полета. На пазвите също има бродерия. Нарича се полник. Мъжката носия е от потури, украсени с гайтани от тъмен черен или кафяв вълнен плат. Към това са и елеци, навуща с върви, цървули, а за зимата – аба. Ризите на мъже и жени са богато ръчно бродирани. Най-разпространени народни хора в гълъбовския[] край са:„Трите пъти“, „Ръченица“, „Право хоро“ известно като „Тракийско“, „Щеркольовата“, „Пайдушко“, „Елениното“. Понякога се играят хора от близките селища, например „Кривото“ от с. Главан. И бавно женско хоро, което се играе от по-възрастни жени без музикален съпровод. Жените се хващат една до друга с ръце, кръстосани на кръста и пеят бавна мелодия. Най-използвани музикални инструменти в Гълъбово са кавал, тъпан, гъдулка и акордеон. Рядко се свири на гайда и кларинет.

### Театри
Общинският театър при Дом на културата – Гълъбово е продължител на Драматичния състав към културния институт от преди 30 години. След известно прекъсване той отново започва своята дейност. От сезон 2003/2004 г. носи името Общински театър и има ориентация към комедийните образци на българските и балкански автори.
Под ръководството на Жечка Минкова – режисьор от 2003 г. театралната трупа е реализирала постановките „Службогонци“, „Ръченица“, „Криворазбраната цивилизация“, „Аналфабети“.
От 2006 г. режисьор и постановчик на Общинския театър е актьорът Христофор Недков. С неговата професионална подкрепа групата израства много и навсякъде се посреща с интерес. В последните години редовно участва в Театралния фестивал на любителските театри с международно участие в гр. Каварна, където печелят награди. Те са носители на: II и две III награди за женска роля и III награда за спектакъл.
Общинският театър е известен с постановките си „Женско царство“, „Свекърва“, „Имен ден“.

### Събития
- Празник на град Гълъбово – 27 август. Чества се във връзка с обявяването на Гълъбово за град с Указ 828/27 август 1969 г. /обн. „Държавен вестник“, 29 август 1969 г./
- Международен турнир по борба за деца „Злати Динев Ройдев“ – единственият в България, одобрен от Българската федерация по борба и от Обединената световна борба – бившата международната федерация по борба ФИЛА и включен в техните спортни календари.
- Национален фолклорен фестивал „Янко Петров“ за гъдулари (самодейци и професионалисти), танцови състави и ансамбли, и фолклорни певчески групи – ежегодно се провежда през май.
- Майски дни на културата

### Религии
99% християнско вероизповедание. Основно източноправославно и малък брой евангелисти.

## Екологични проблеми
Въздухът в Гълъбово много често бива замърсяван със серен диоксид, превишаващ в пъти допустимите норми. Замърсяването в града е регистрирано многократно и в повечето случаи негов източник са топлоелектрическите централи в енергиен комплекс „Марица-Изток“.

## Обществени институции
- Община
- Районен съд
- Районна прокуратура
- Районно управление „Полиция“
- Районна служба Пожарна безопасност и защита на населението (РС ПБЗН)
- Общинска служба „Земеделие и гори“
- Многопрофилна болница за активно лечение (МБАЛ – Гълъбово)
- Медицински център 1 (МЦ 1 Гълъбово)
- Дом за стари хора
- Дневен център за деца и младежи с увреждания (ДЦМУ)
- Защитено жилище за жени с леки умствени увреждания – с. Априлово
- Професионална гимназия по енергетика и електротехника (ПГЕЕ)
- Средно училище „Васил Левски“
- Първо основно училище „Св. Паисий Хилендарски“
- Второ основно училище „Христо Ботев“
- Основно училище „Св. св. Кирил и Методий“ – с. Обручище
- Детска градина „Радост“
- Детска градина „Наталия“

## Забележителности
- Край града се намира язовир „Розов кладенец“, обитаван от много и редки птици и е предложен за включване в мрежата НАТУРА 2000.
- Защитен вал „Еркесията“
- Крепост Балзена край с. Главан
- Река Съзлийка, приток на река Марица
- Дом на културата „Енергетик“
- Народно читалище „Просвета“
- Църква „Св. Иван Рилски“
- Храм „Свето Рождество Богородично“

## Личности
- митрополит Неофит Видински (свет. име Никола Караабов) (1868 – 1971) – български свещеник, митрополит на Видинска епархия на Българска православна църква;
- Тодор Кавалджиев – вицепрезидент на Република България от 22 януари 1997 г. до 22 януари 2002
- Красимир Вълчев – Министър на образованието и науката в МОН. Избран е за министър на образованието и науката на 4 май 2017 г. от XLIV народно събрание.
- Еньо Тодоров – р. 22 февруари 1943 г. – На летните олимпийски игри в Мексико през 1968 г. печели сребърен медал в категория до 62 кг.[12] Тодоров печели 3 пъти европейското злато – в Скопие (1968), София (1969), Берлин (1970), веднъж е европейски вицешампион – в Карлсруе (1966).[13] Почетен гражданин на Гълъбово.[14]
- Димитър Бонев – певец на народна, класическа и ортодоксална музика; 5 години солист на Национален филхармоничен хор „Светослав Обретенов“; 2 години солист на сцената на Националната опера, София; от 1995 година солист на Смесения хор на Българското национално радио; участвал в многобройни оперни спектакли по света.
- Кирил Кунев – световен шампион по вдигане на тежести.
- Вълко Гочев (1903 – 1978) – политик от БКП
- Деси Слава – фолк певица
- Стефка Съботинова – народна певица
- Емилия – фолк певица
- Сестри Диневи – народни певици
- Велизар Енчев – дипломат, разузнавач, журналист
- Петър Бонев – гайдар

## Спорт
Футболният отбор на града се казва Ботев (Гълъбово), през сезон 2014/2015 г. се състезава във Втора лига.